# Agave valenciana
Agave valenciana ist eine Pflanzenart aus der Gattung der Agaven (Agave). Ein englischer Trivialname ist „Maguey Relisero, Raicilla Agave“.

## Beschreibung
Agave valenciana wächst solitär mit einer Wuchshöhe von 60 bis 90 cm und ist 80 bis 120 cm breit. Die dunkelgrünen, leicht bläulichen, variabel angeordneten, breiten lanzettförmigen Blätter sind 150 bis 230 cm lang, 37 bis 55 cm breit. An beiden Seiten der Blätter sind Abdrücke erkennbar. Die Blattränder sind von der Basis bis zur Spitze unregelmäßig gezahnt. Der dunkelgraue bis rotbraune spitze Enddorn wird bis 2 cm lang.
Der rispige, gerade Blütenstand wird 5 bis 7 m hoch. Die gelbfarbenen, zahlreichen Blüten erscheinen in der oberen Hälfte des Blütenstandes am Ende der locker angeordneten, variablen Verzweigungen und sind 50 bis 70 mm lang. Die trichterförmige Blütenröhre ist 5 bis 7 mm lang. 
Die länglichen, zugespitzten dreikammerige Kapselfrüchte sind 23 bis 29 mm lang und 10 bis 13 mm breit. Die flachen, glänzenden, schwarzen Samen sind 3 bis 4,5 mm lang und 2 bis 3 mm breit.
Die Blütezeit reicht von März bis Mai.

## Systematik und Verbreitung
Agave valenciana wächst endemisch in Mexiko in den Bundesstaaten Jalisco in vulkanischen Böden, an steilen, felsigen Hängen, in tropischen, trockenen Wäldern und Eichenformationen in 900 bis 1250 m Höhe. Sie ist vergesellschaftet mit zahlreichen Sukkulenten- und Kakteenarten.
Die Erstbeschreibung durch Miguel de J. Cházaro Basáñoez und J. Antonio Vázquez-García ist 2005 veröffentlicht worden.
Agave valenciana ist ein Vertreter der Gruppe Marmoratae und wächst endemisch in der Sierra de Lampazos in Nord Nuevo Leon in Mexiko. Typisch sind die dunkelgrünen, leicht bläulichen, variabel angeordneten, breiten lanzettförmigen Blätter. An beiden Seiten der Blätter sind Abdrücke erkennbar. Die Blattränder sind von der Basis bis zur Spitze unregelmäßig gezahnt. Der dunkelgraue bis rotbraune spitze Enddorn wird bis 2 cm lang. Agave valenciana ist nahe verwandt mit Agave marmorata, die in höheren, semiariden Regionen vorkommt. Gleichwohl sind Unterschiede in Größe, Blatt- und Blütenstruktur erkennbar.